# Erigeron canadensis
El cànem bord (Erigeron canadensis) és una espècie de planta amb flors del gènere Erigeron dins la família de les asteràcies (Asteraceae). És una planta nativa del continent americà però que ha estat introduïda a altres parts del món, especialment a Europa. Té usos com a verí, com a medicina i com a aliment.
Addicionalment pot rebre els noms de calistra, cànem, canemeres, cànems bords, coniza, coniza canadenca, cua de vaca, erígeron canadenc, lleganyosa, mata cànem i setembrines.
planta medicinal.

## Descripció

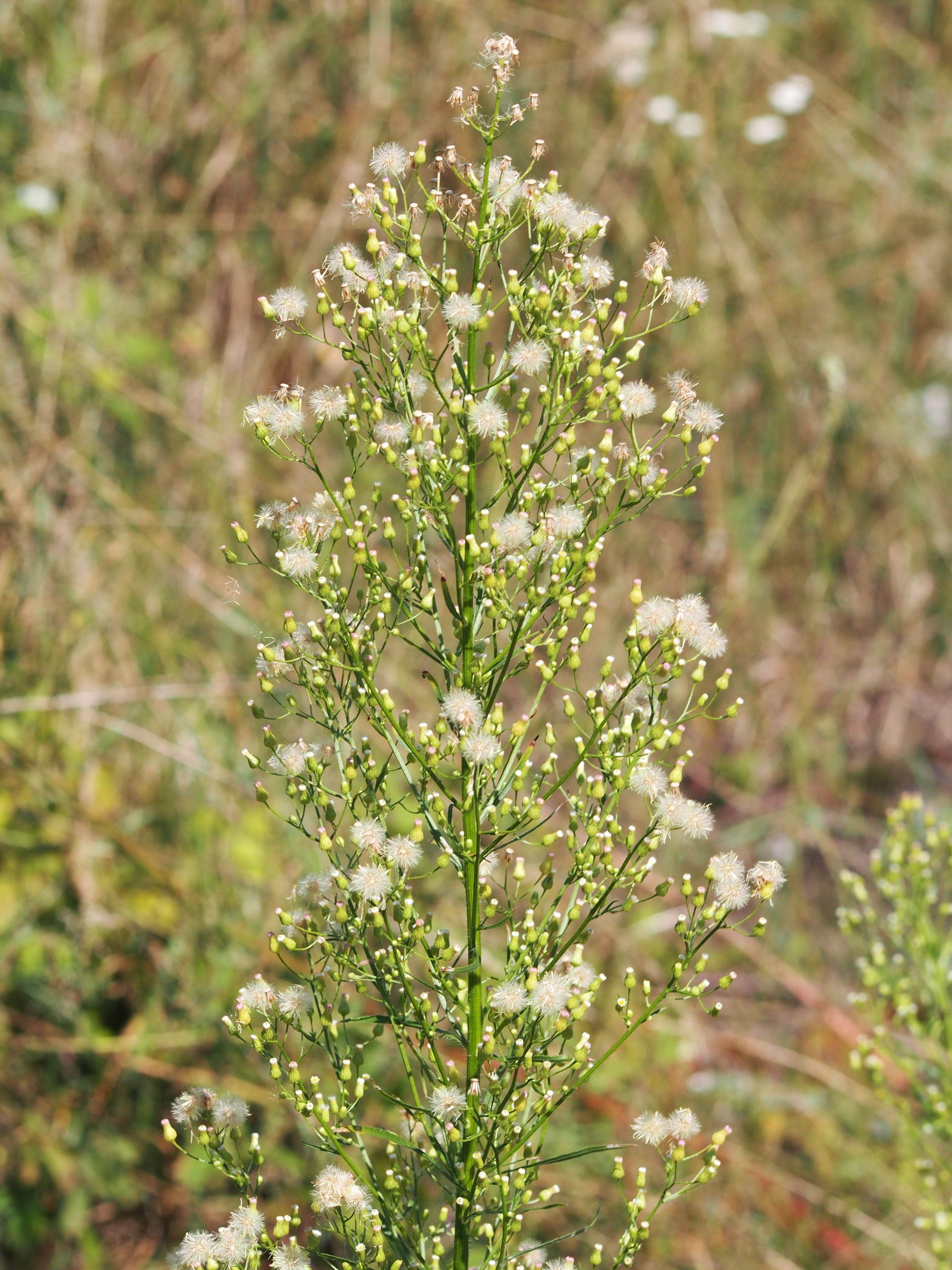
Capítols florals de cànem bord.

És una planta herbàcia anual, de vegades biennal, amb una roseta basal i una o més tiges erectes i híspides que poden atènyer un metre i mig d'altura. Les fulles caulinars són entre oblanceolades i linears, de 2 a 8 cm de llargària i d'entre 2 i 8 mm d'amplada, glabrescents i sovint amb els marges ciliats. Les flors es troben agrupades en petits capítols, d'uns 3 mm de diàmetre, que al seu torn formen panícules o corimbes, l'involucre acostuma a tenir entre 20 i 40 bràctees. Les flors ligulades són femenines, blanques i en un nombre d'entre 24 i 45 unitats, els flòsculs són hermafrodites i n'hi ha entre 12 i 25. El fruit és un aqueni amb el papus d'entre 1 i 1,3 mm de llargària.

## Taxonomia
Aquesta espècie va ser publicada per primer cop l'any 1753 al segon volum de l'obra Species Plantarum del botànic suec Carl von Linné (1707-1778).

### Sinònims
Els següents noms científics són sinònims d'Erigeron canadensis:
- Sinònims homotípics

- Aster canadensis (L.) E.H.L.Krause
- Caenotus canadensis (L.) Raf.
- Conyza canadensis (L.) Cronquist
- Conyzella canadensis (L.) Rupr.
- Leptilon canadense (L.) Britton
- Marsea canadensis (L.) V.M.Badillo
- Tessenia canadensis (L.) Bubani
- Trimorpha canadensis (L.) Lindm.

- Sinònims heterotípics

- Caenotus pusillus Raf.
- Conyza bonariensis var. angustifolia (Cabrera) Cabrera
- Conyza canadensis var. glabrata (A.Gray) Cronquist
- Conyza canadensis var. incisa P.D.Sell
- Conyza canadensis var. obovoidea P.D.Sell
- Conyza canadensis var. pusilla (Nutt.) Cronquist
- Conyza canadensis var. robusta P.D.Sell
- Conyza canadensis var. simplex P.D.Sell
- Conyza parva Cronquist
- Conyza rufescens Hoffmanns. & Link
- Erigeron bonariensis var. angustifolius Cabrera
- Erigeron canadensis f. coloratus Fassett
- Erigeron canadensis var. glabratus A.Gray
- Erigeron canadensis var. grandiflorus Schwein.
- Erigeron canadensis var. levis Makino
- Erigeron canadensis var. pusillus (Nutt.) B.Boivin
- Erigeron canadensis var. strictus Farw.
- Erigeron myriocephalus Rech.f. & Edelb.
- Erigeron paniculatus Lam.
- Erigeron pusillus Nutt.
- Erigeron ruderalis Salisb.
- Erigeron setiferus Post ex Boiss.
- Erigeron strictus DC.
- Inula canadensis Bernh.
- Leptilon canadense var. pusillum (Nutt.) Daniels
- Leptilon pusillum (Nutt.) Britton
- Senecio ciliatus Walter

## Hàbitat
Herbassars ruderals terofítics, és a dir, formats per plantes anuals. Més abundant a muntanya que al litoral. Es troba a tots els Països Catalans, on és una espècie introduïda; apareix des del nivell del mar fins als 1.250 metres i excepcionalment a l'alta muntanya a 1.775 m.
És una planta resistent a l'herbicida més comú, que és el glifosat, la seva infestació pot reduir el rendiment de la soia en un 83% i és especialment problemàtica en l'agricultura de sembra directa.

## Galeria

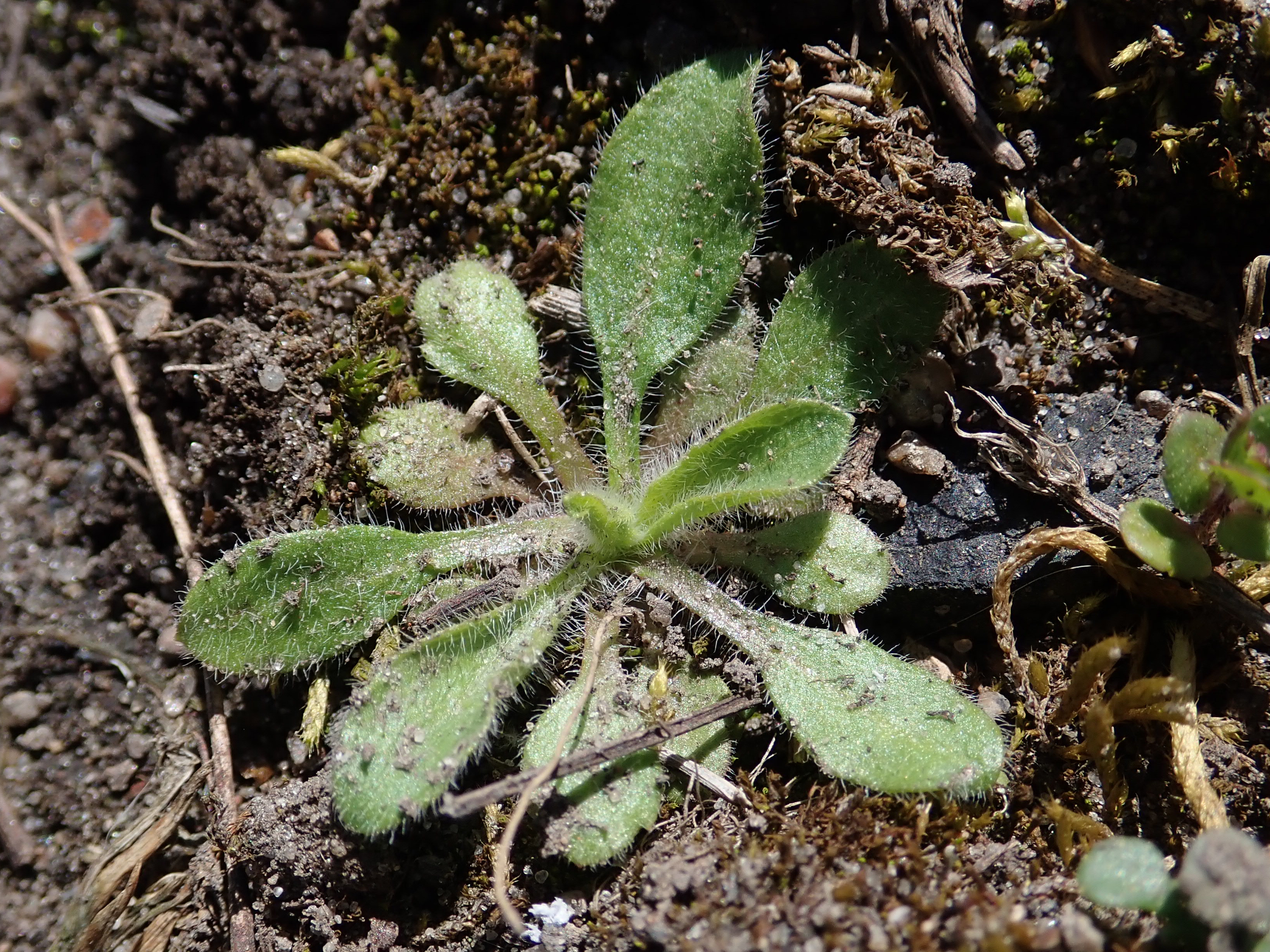
Roseta basal
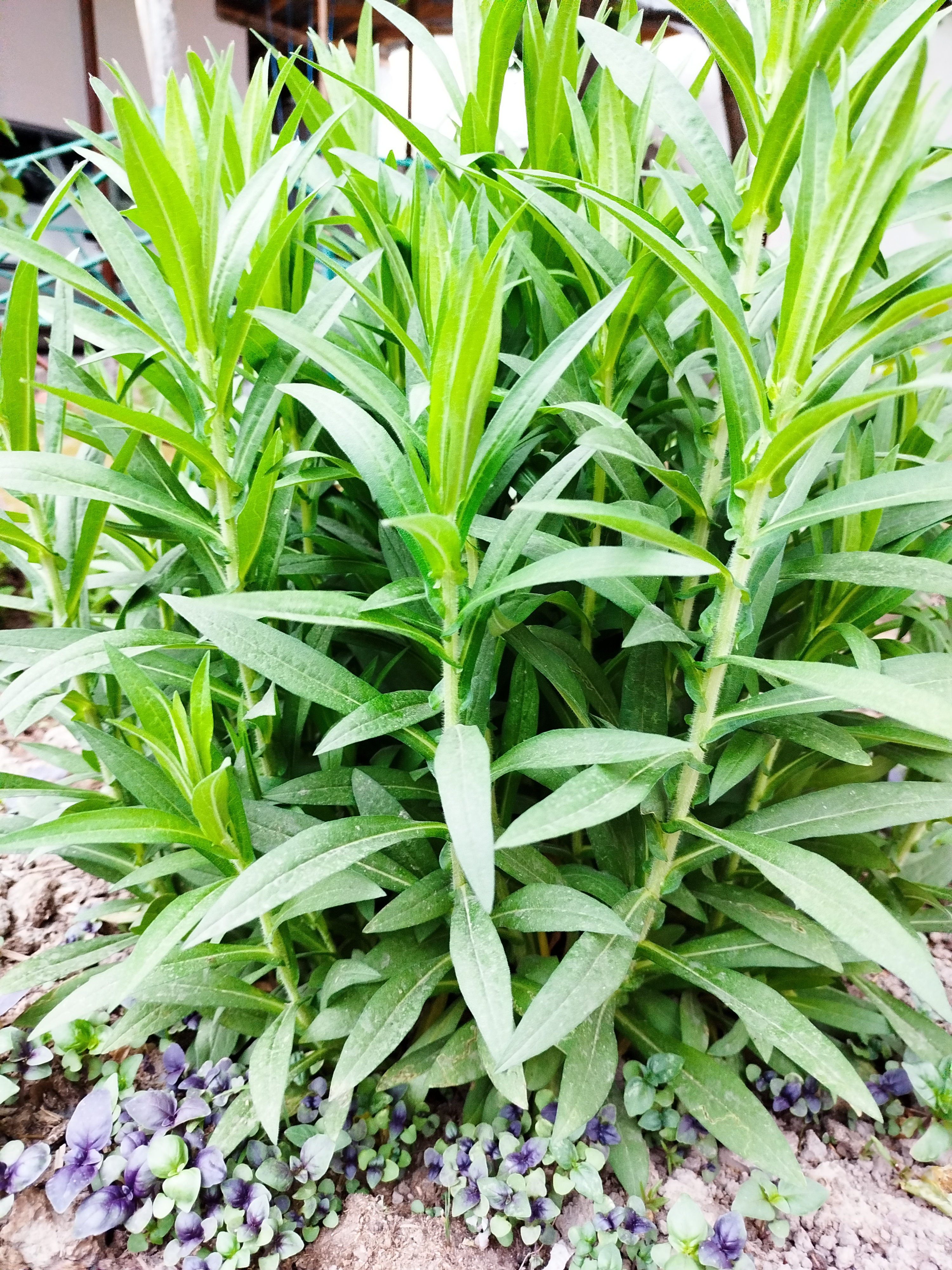
Grup de plantes
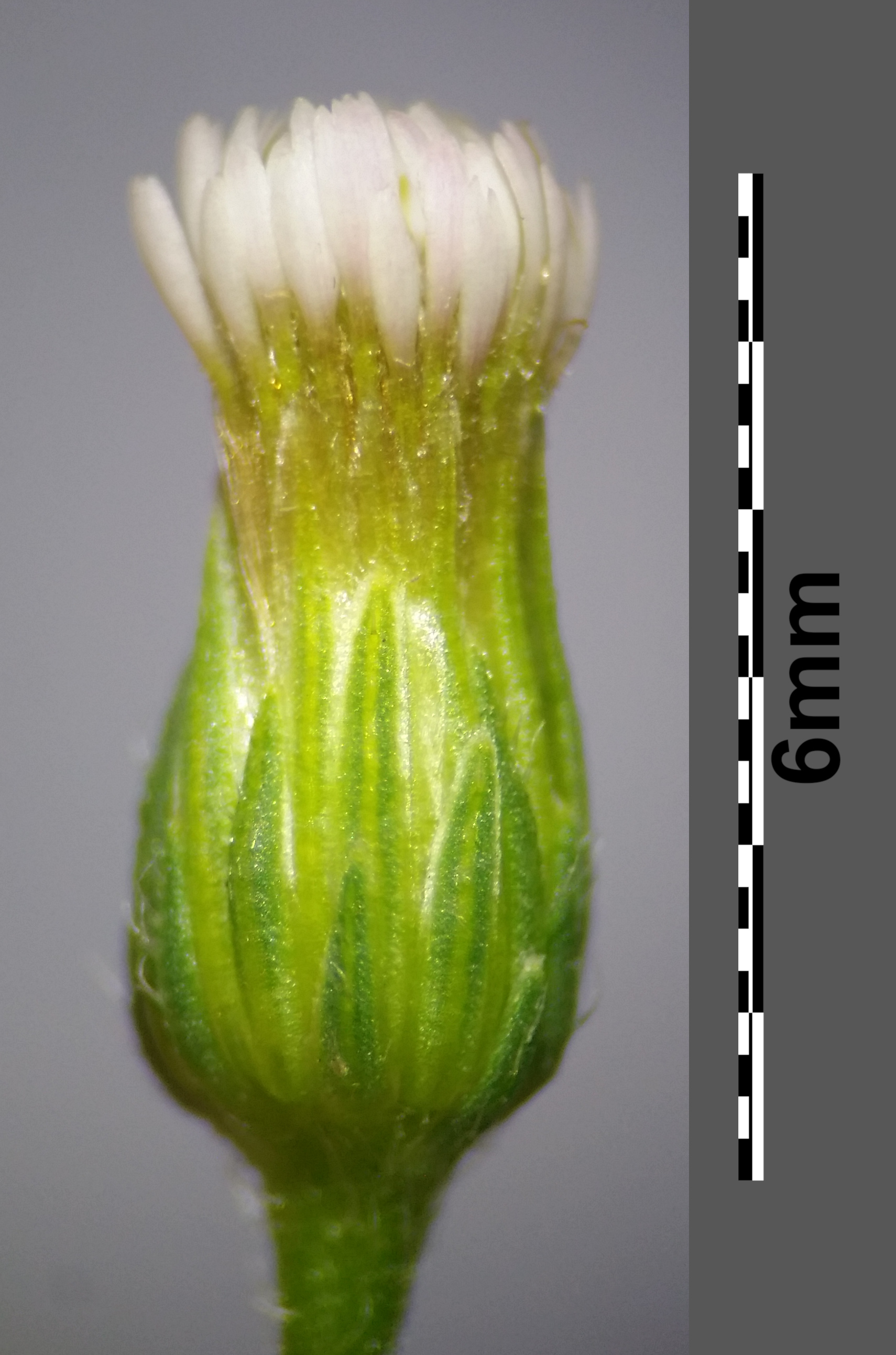
Capítol
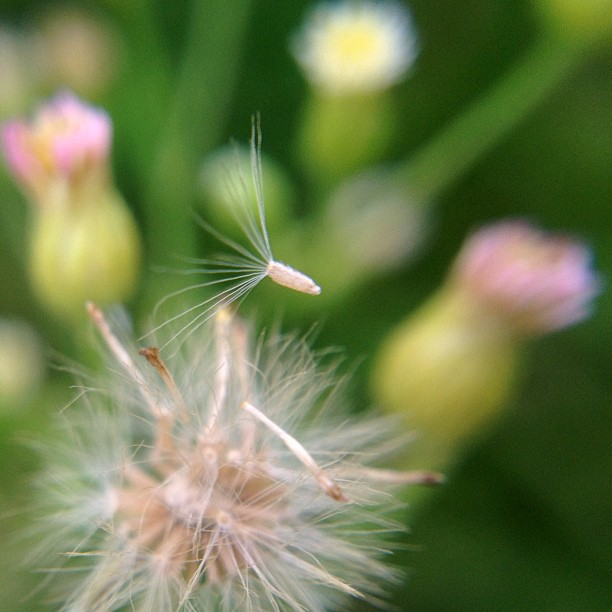
Papus